# フョードル・コルチン
フョードル・コルチン（Fjodor Koltšin、1957年2月24日 - 2018年4月11日）は、ソビエト連邦モスクワ市出身の元ノルディック複合選手。両親ともにクロスカントリースキーオリンピック代表選手で、父パヴェル・コルチンはオリンピックで4つ、母アレフティナ・コルチナは5つのメダルを獲得した。
フョードルは1980年のレークプラシッドオリンピックノルディック複合にソ連代表として出場、前半ジャンプでは26位だったが後半クロスカントリーでは3位のタイムで挽回し、15位となった。